# Miltochrista virginea
Miltochrista virginea är en fjärilsart som beskrevs av Delahaye 1896. Miltochrista virginea ingår i släktet Miltochrista och familjen björnspinnare. Inga underarter finns listade i Catalogue of Life.